# Кадочников, Алексей Игоревич
Алексе́й И́горевич Ка́дочников (род. 1986, Ленинград) — российский боксёр, представитель второй средней весовой категории. Выступал за сборную России по боксу во второй половине 2000-х — первой половине 2010-х годов, двукратный бронзовый призёр чемпионатов России, победитель международных турниров в Хорватии и Китае. На соревнованиях представлял город Санкт-Петербург, мастер спорта России международного класса.

## Биография
Алексей Кадочников родился в 1986 году в Ленинграде. Активно заниматься боксом начал вместе с братом в возрасте одиннадцати лет, первое время проходил подготовку в Северодвинске под руководством местного тренера Игоря Александровича Коробицына, позже вернулся в Санкт-Петербург и стал подопечным заслуженного тренера России Владимира Ильича Труфанова.
Впервые заявил о себе ещё в 2006 году, когда одержал победу на I Спартакиаде России среди молодежи и выступил на чемпионате России в Ханты-Мансийске, где на стадии четвертьфиналов был побеждён титулованным Андреем Балановым.
В 2007 году стал третьим в зачёте национального первенства в Якутске, уступив в полуфинале второй средней весовой категории Матвею Коробову. Кроме того, победил на первенстве Вооружённых Сил России, первенстве Санкт-Петербурга, выиграл международный турнир в Хорватии. На чемпионате страны 2008 года в Калининграде попасть в число призёров не смог, в четвертьфинале потерпел поражение от Руслана Дербенёва.
В 2009 году занял третье место на Кубке губернатора Санкт-Петербурга и на чемпионате России в Ростове-на-Дону, где был остановлен в полуфинале Максимом Газизовым. В сезоне 2010 года получил серебро на чемпионате МВД в Челябинске, одержал победу на международном турнире в Хорватии, выиграв в финале у сильного немецкого боксёра Штефана Хертеля. При этом на домашнем чемпионате России в Санкт-Петербурге добрался лишь до полуфинала, проиграв Гамзату Газалиеву. По итогам сезона удостоен почётного звания «Мастер спорта России международного класса».
Впоследствии ещё в течение нескольких лет продолжал выходить на ринг, однако громких побед больше не одерживал. Среди последних достижений — первое место на международном турнире в Китае, бронзовая медаль на чемпионате МВД России. На чемпионате России 2013 года в Хабаровске Кадочников выбыл из борьбы за медали уже на стадии 1/16 финала, уступив Петру Хамукову.
Имеет высшее образование, в 2008 году окончил Национальный государственный университет физической культуры, спорта и здоровья имени П. Ф. Лесгафта, где обучался на кафедре теории и методики бокса.